# 유성마을버스
유성마을버스(儒城-)는 대전광역시 유성구의 마을버스 운수 업체로 1995년 설립된 오성여객, 1997년 설립된 유성버스와 1998년 설립된 송강운수를 통합해 2013년에 설립한 회사로 본사는 유성구 원계산로 194-1 (계산동)에, 차고지는 대정동 화물터미널에 위치하고 있다.

## 연혁
- 2013년 2월 13일: 대전광역시 유성구 봉산북로11번길 35 (구즉동)에서 유성버스, 오성여객, 송강운수 등을 합병하여 설립하였다.
- 2013년 6월 20일: 본사를 현 위치인 대전광역시 유성구 원계산로 194-1 (진잠동)로 이전하였다.

## 운행 노선
- 2018년 기준으로 3개 노선, 18대를 운영하고 있다.

### 마을버스
- ● 1번: 충대농대 ↔ 청벽산공원
- ● 3번: 자운대(군인아파트) ↔ 한아름아파트(대전도시과학고)
- ● 5번: 봉산동 ↔ 유성고

## 주요 차종
자일대우버스와 현대자동차를 골고루 운용하였으나 2013년 이후 도입분은 대부분 현대자동차이다. 현재는 그린시티, 일렉시티 타운 차종을 운용하고 있다.

## 갤러리

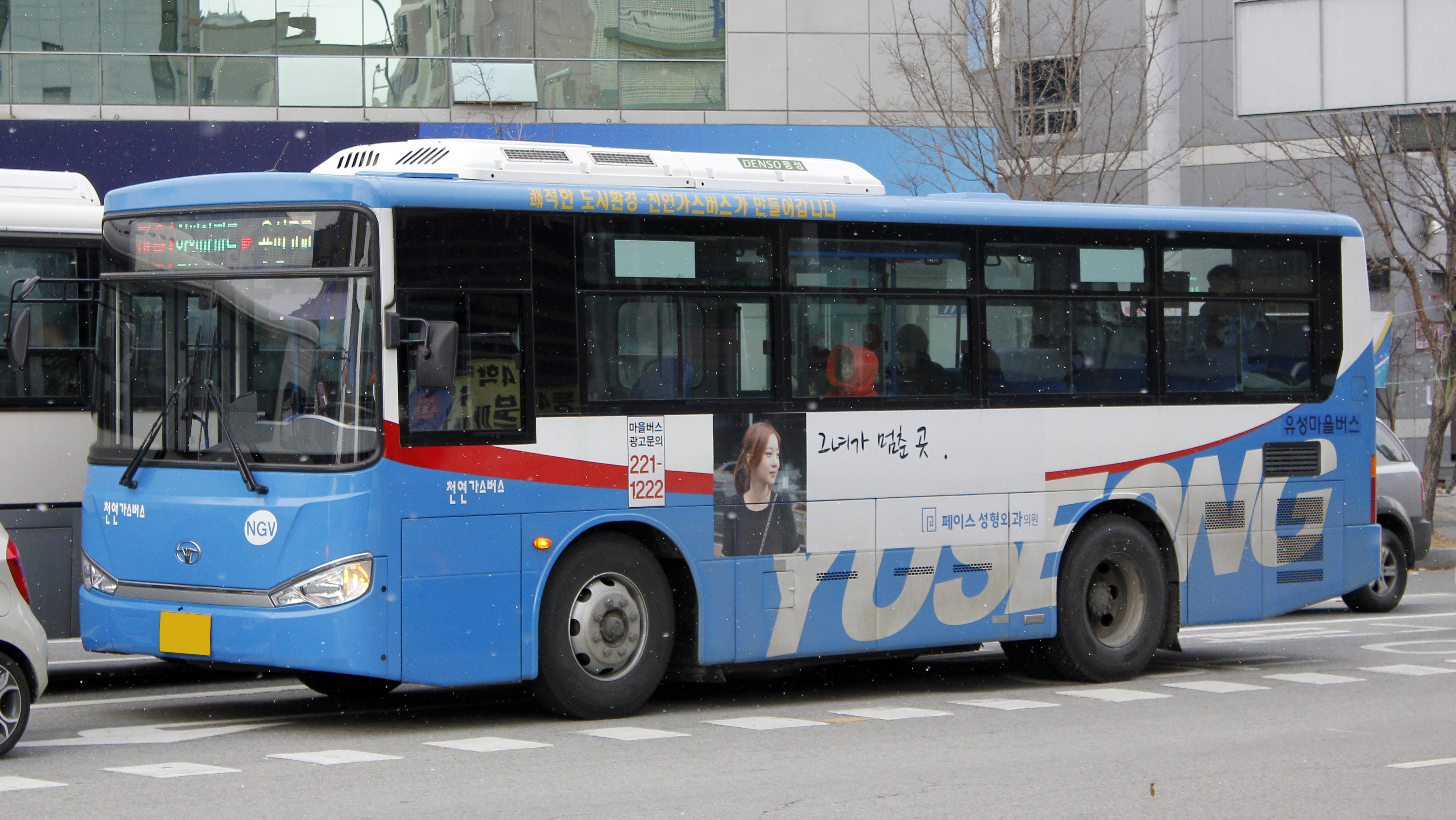
유성마을버스 1번
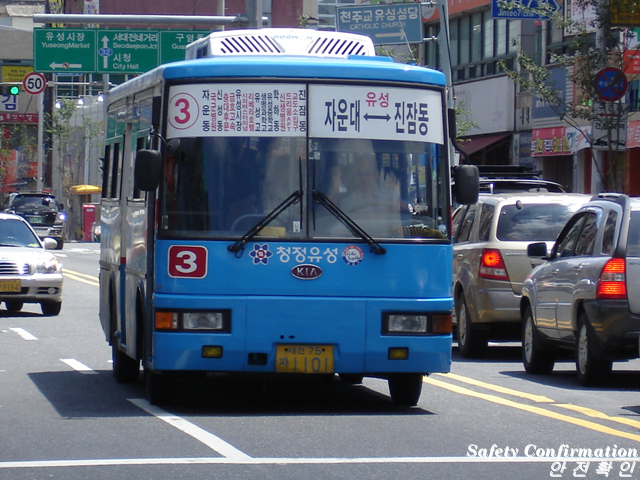
유성마을버스 3번
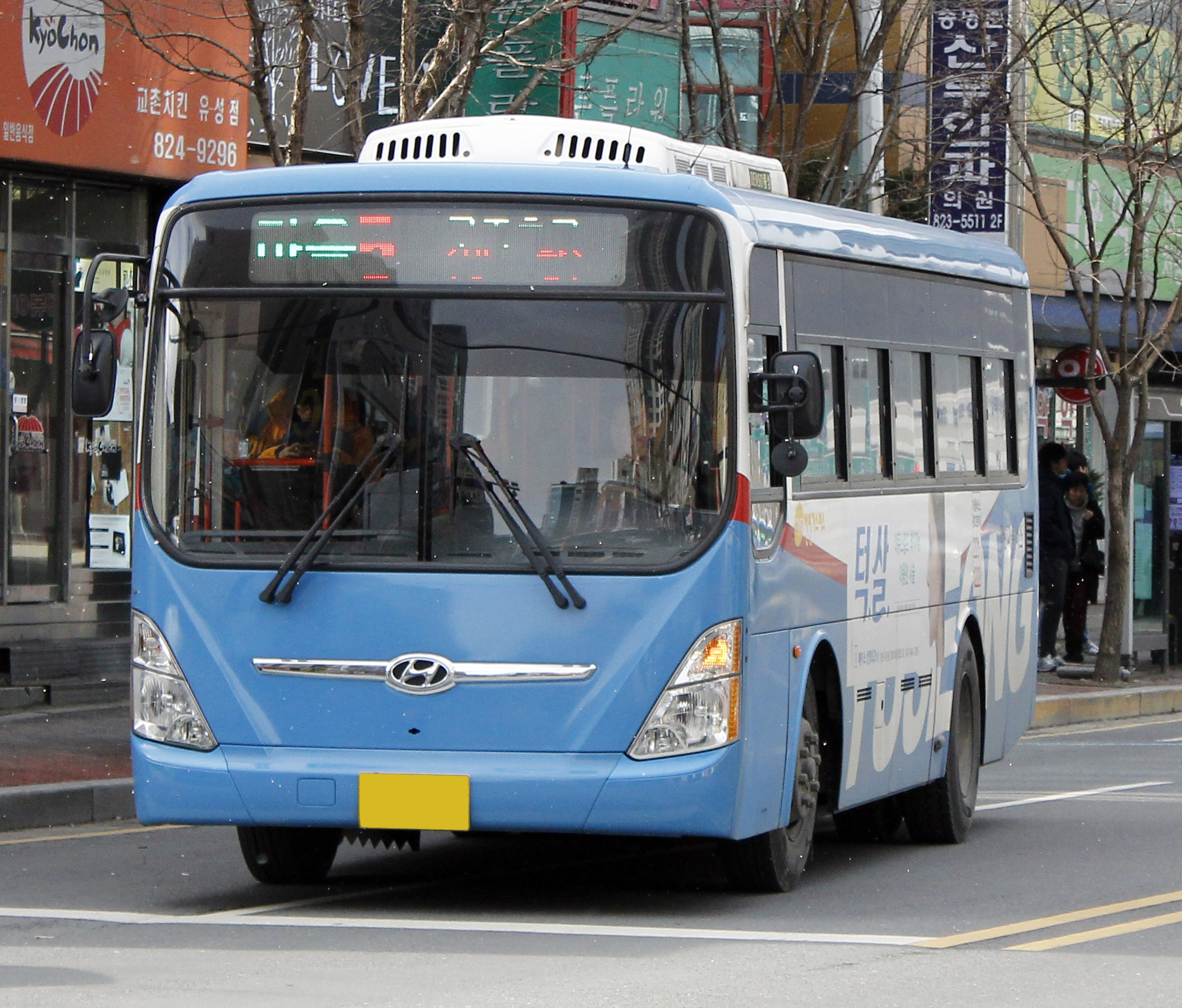
유성마을버스 5번